# Eugénio de Trigueiros
Dom Eugénio de Trigueiros O.S.A. (em mandarim, 德主教) (Torres Vedras, 9 de janeiro de 1687 - 22 de abril de 1741) foi um prelado português, bispo de Macau e Arcebispo de Goa nomeado. Morreu enquanto viajava de Macau para Goa Velha.

## Biografia
Eugénio de Trigueiros nasceu em Torres Vedras no dia 9 de janeiro de 1687. Tornou-se agostinho em 1701 e partiu para Bengala em 1715 como missionário. Em 1724 foi eleito bispo-coadjutor de Macau, com o título de bispo-titular de Verinópolis, tornando-se assim no futuro sucessor do bispo de Macau D. João de Casal.
Chegou a Macau em 1727 e foi sagrado no dia 7 de dezembro desse mesmo ano na Igreja de Santo Agostinho por D. João de Casal.
Em 1734, partiu para Europa e, sabendo da notícia da morte do bispo D. João de Casal (em 1735), regressou a Macau em 1738. De 1735 até 1738, o Cabido da Sé governou provisoriamente a Diocese de Macau, que acolheu em 1736 os padres franceses expulsos da China, como consequência da controvérsia dos ritos na China. Durante o seu curto bispado, tentou acabar com os abusos cometidos por clérigos e leigos, que eram tolerados pela velhice do seu antecessor. Em 11 de fevereiro de 1739, foi nomeado arcebispo de Goa, mas faleceu durante a sua viagem a Goa, em 1741.